# Catalansk (sprog)
Catalansk-Valenciansk (català-valencià) er et romansk sprog som tales af omkring 11,5 millioner i dele af Spanien, Frankrig, Italien og Andorra:
- Den spanske provins Catalonien hvor Barcelona er hovedstad. Her er det sammen med spansk officielt sprog.
- Dele af den spanske region Valencia. Her kaldes sproget valenciansk (valencià) og er sammen med spansk officielt sprog.
- De Baleariske Øer i Spanien. Her er det sammen med spansk officielt sprog.
- En tilstødende del af den spanske provins Aragonien (Aragó) hvor det ikke har officiel status, men siden 1990 har haft nogen anerkendelse i aragonske love.
- En mindre del af den spanske provins Murcia kendt som el Carxe hvor det ikke har officiel status.
- "Nordcatalonien" (Rosselló eller "Catalunya Nord") i Frankrig hvor sproget ikke har officiel status.
- Den sardiske by Alghero (L'Alguer) hvor det er officielt sprog sammen med italiensk og sardisk.
- Andorra hvor det er det eneste officielle sprog.